# Ministère du Cadre de vie et du Développement durable
Pour les articles homonymes, voir Ministère du cadre de vie et du développement durable.
Le ministère du cadre de vie et du développement durable est le département ministériel du gouvernement béninois chargé de la mise en œuvre et l'évaluation de la politique de l'Etat en matière d'habitat, de développement urbain et villes durables, de géomatique, de l'aménagement du territoire, d'assainissement, d'environnement et de climat, de préservation des écosystèmes, des eaux, forêts et chasse.

## Historique
Anciennement appelé Ministère de l'Environnement de l'Habitat et de l'Urbanisme, (MEHU), ce ministère a changé d’appellation pour prendre la dénomination de Ministère du Cadre de Vie et de Développement Durable (MCVDD) à partir du 06 avril 2016.

## Missions
La mission du Ministère du Cadre de vie et du Développement durable est de concevoir et mettre en place des politiques et stratégies pour l'Etat en relation avec l'environnement, les changements climatiques, la foresterie, la préservation des écosystèmes, la gestion des eaux, l'urbanisme, les berges et les côtes, la propreté, la construction, le foncier et les domaines, la cartographie, le cadastre, la géomatique et l'aménagement du territoire. Elle doit également surveiller et évaluer ces politiques et stratégies pour leur efficacité et leur pertinence.
Il crée le Projet d'urgence de gestion environnementale en milieu urbain en 2011.

## Attributions
- Le Ministère du Cadre de vie et du Développement durable est chargé de définir et actualiser la politique nationale, ainsi que de mettre en place des stratégies et des actions en lien avec ses domaines de compétence. Il doit également élaborer et assurer le respect des normes techniques et de la réglementation, appliquer les directives communautaires et assister les collectivités locales dans la gestion des activités liées à ses domaines de compétence. De plus, il est chargé d'organiser et de promouvoir les métiers et professions environnementaux, de planifier et surveiller les actions visant à améliorer le cadre de vie des populations et de mobiliser des financements pour la réalisation de projets. Il doit également assurer l'interface avec les organisations internationales et régionales et participer aux assemblées générales dans ses domaines de compétence. Enfin, il est chargé de mettre en œuvre des mesures pour lutter contre les pollutions et les atteintes à l'intégrité du cadre de vie, ainsi que de gérer les domaines et le foncier[5].

## Organisation

### Institutions rattachées
- Institut géographique national